# Regeringen Jens Otto Krag I
Regeringen Jens Otto Krag I var Danmarks regering 3. september 1962 – 26. september 1964.
Ændringer: 3. november 1962, 15. november 1962, 27. august 1963
Den bestod af følgende ministre fra Socialdemokratiet og Det Radikale Venstre:
- Statsminister: J.O. Krag (S)
- Udenrigsminister: Per Hækkerup (S)
- Finansminister: Hans R. Knudsen (S) til 3. november 1962, fra 15. november 1962 Poul Hansen (Kalundborg) (S)
- Landbrugsminister: Karl Skytte (RV)
- Minister for kulturelle anliggender: Julius Bomholt (S)
- Kirkeminister: Bodil Koch (S)
- Justitsminister: Hans Hækkerup (S)
- Minister for offentlige arbejder: Kai Lindberg (S)
- Arbejds- og socialminister, fra 27. august 1963 socialminister: Kaj Bundvad (S)
- Økonomiminister: Kjeld Philip (RV)
- Indenrigsminister: Lars P. Jensen (S)
- Boligminister: Carl P. Jensen (S)
- Fiskeriminister: A.C. Normann (RV)
- Minister for Grønland: Mikael Gam (up) – valgt for Nordgrønland
- Handelsminister (minister for handel, håndværk, industri og søfart): Hilmar Baunsgaard (RV)
- Undervisningsminister: K. Helveg Petersen (RV)
- Forsvarsminister: Poul Hansen (Kalundborg) (S) til 15. november 1962, derefter Victor Gram
- Arbejdsminister: Erling Dinesen (S) fra 27. august 1963